# Cairn de Barnenez

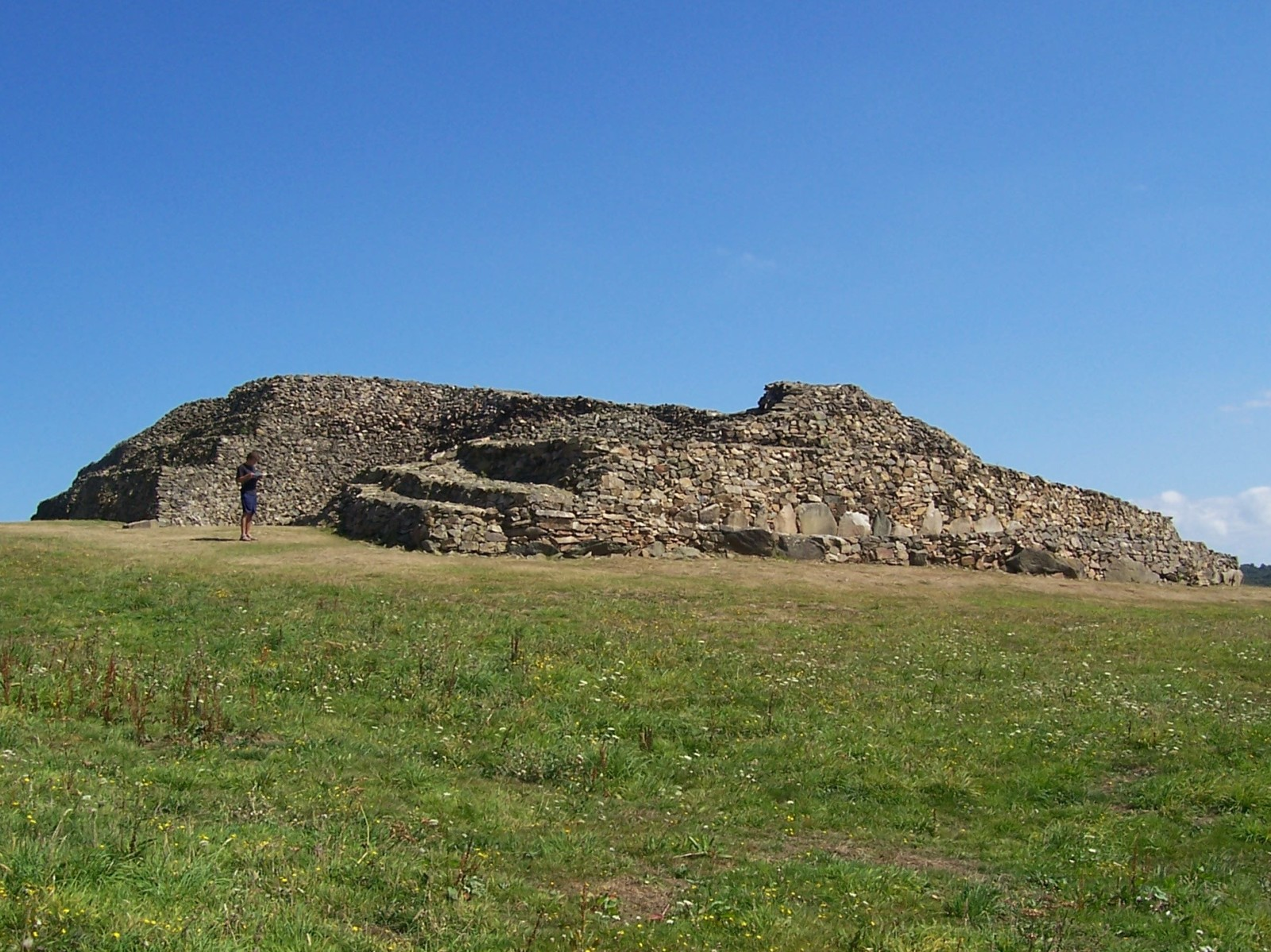
El cairn de Barnenez.

El cairn de Barnenez es un enorme cairn (túmulo de piedras neolítico) francés localizado en la pequeña península de Kernelehen, perteneciente a la comuna de Plouezoc'h, en el departamento de Finisterre (región de Bretaña). 
Este cairn y otras construcciones del mismo tipo (como el cairn de la isla de Carn, también en el departamento de Finisterre) se cuentan entre los monumentos más viejos de Europa y del mundo, a juzgar por las fechas que han arrojado las dataciones de carbono 14 del interior de las sepulturas. 
Barnenez es un ejemplo destacado del megalitismo europeo y está catalogado desde 1956 como monumento histórico de Francia. El Centre des monuments nationaux asegura su apertura al público.

## Localización
El cairn se encuentra a 14 km al norte de la ciudad de Morlaix. Se alza frente al mar, en un promontorio costero de 45 m que domina el estuario del río de Morcilla, que se abre al canal de la Mancha. 
Cuando se construyó el nivel del mar estaba sin embargo más bajo y Barnenez dominaba así un rico fondo de un valle bañado por el río.

## Descubrimiento
La existencia del montículo es conocida desde el siglo XIX, pero hasta 1955 no se descubrieron sus estructuras megalíticas internas. La exposición de las mismas fue accidental: un contratista de caminos adquirió lo que se suponía una cantera y empezó a excavarla para obtener grava. 
Las máquinas ya habían desgajado el extremo noroccidental de la colina (sacando a la luz varias cámaras sepulcrales) cuando se descubrió que en realidad era un gran túmulo artificial. Afortunadamente, un periodista de Morlaix dio a conocer el hallazgo y la comunidad científica francesa se movilizó hasta que se logró salvar el cairn. El propio André Malraux lo calificó de «Partenón megalítico».
Sin embargo otro cairn de dimensiones más reducidas, situado unos metros más al norte, ya había sido completamente destruido en 1954 por los trabajos de extracción.

## Características
Barnenez tiene una longitud de 70 m, una altura de 9 m y una anchura de 25 m en su parte oeste y 20 m en su parte este. En realidad está compuesto por dos túmulos adyacentes. 
Hacia el 4300 a. C. se levantó un primer túmulo trapezoidal. Más tarde, en una fecha no posterior al 4100 a. C, el monumento se amplió al construirse un segundo montículo en el lado oeste del primero. El segundo túmulo se halla en una pendiente, lo que obligó a sus constructores a levantar un muro de contención. Todo el monumento fue edificado mediante terrazas sucesivas de muros verticales.
El volumen de las piedras utilizadas es de 6500-7000 m³, con un peso de entre 12-14 toneladas. Respecto a los materiales, para el primer montículo se usó exclusivamente dolerita metamórfica, de color verdoso, abundante en los alrededores. Para el segundo se empleó granito procedente de la cercana isla de Stérec. Ello permite al observador distinguir con facilidad las dos partes del monumento.
Dentro del cairn hay 11 tumbas de corredor: 5 en el montículo oriental y 6 en el occidental. Para denominarlas, a cada una se le ha asignado una letra, de la A a la J. Todos los accesos exteriores a las tumbas se hallan en la pared sur del monumento. Sus corredores, hechos con losas de granito, miden entre 7 y 12 m de longitud. 
Una de las tumbas, la H, presenta una arquitectura más trabajada que el resto, con una antesala abovedada precediendo a la cámara y separada de ésta por dos pilares que muestran grabados de hachas y arcos.
En Barnenez se han hallado cerámicas de base redonda (típicas del Neolítico bretón), así como objetos de sílex, puntas de flecha y hachas pulidas, con fechas que van desde el Neolítico hasta la Edad de Bronce. Sin embargo los suelos ácidos armoricanos han degradado los huesos de los individuos enterrados allí, dificultando su análisis e impidiendo un conocimiento adecuado al respecto.

## Barnenez en el contexto de la Europa megalítica
Barnenez no debe ser considerado un fenómeno aislado, pues en la misma época fueron levantados muchos monumentos análogos a lo largo de toda la vertiente atlántica europea. 
El cairn de Barnenez desempeñaba una clara función sepulcral, pero es posible que no se tratase únicamente de una necrópolis. Quizá era un enclave sagrado donde tenían lugar ceremonias comunitarias y de culto a los ancestros.

## Galería de imágenes

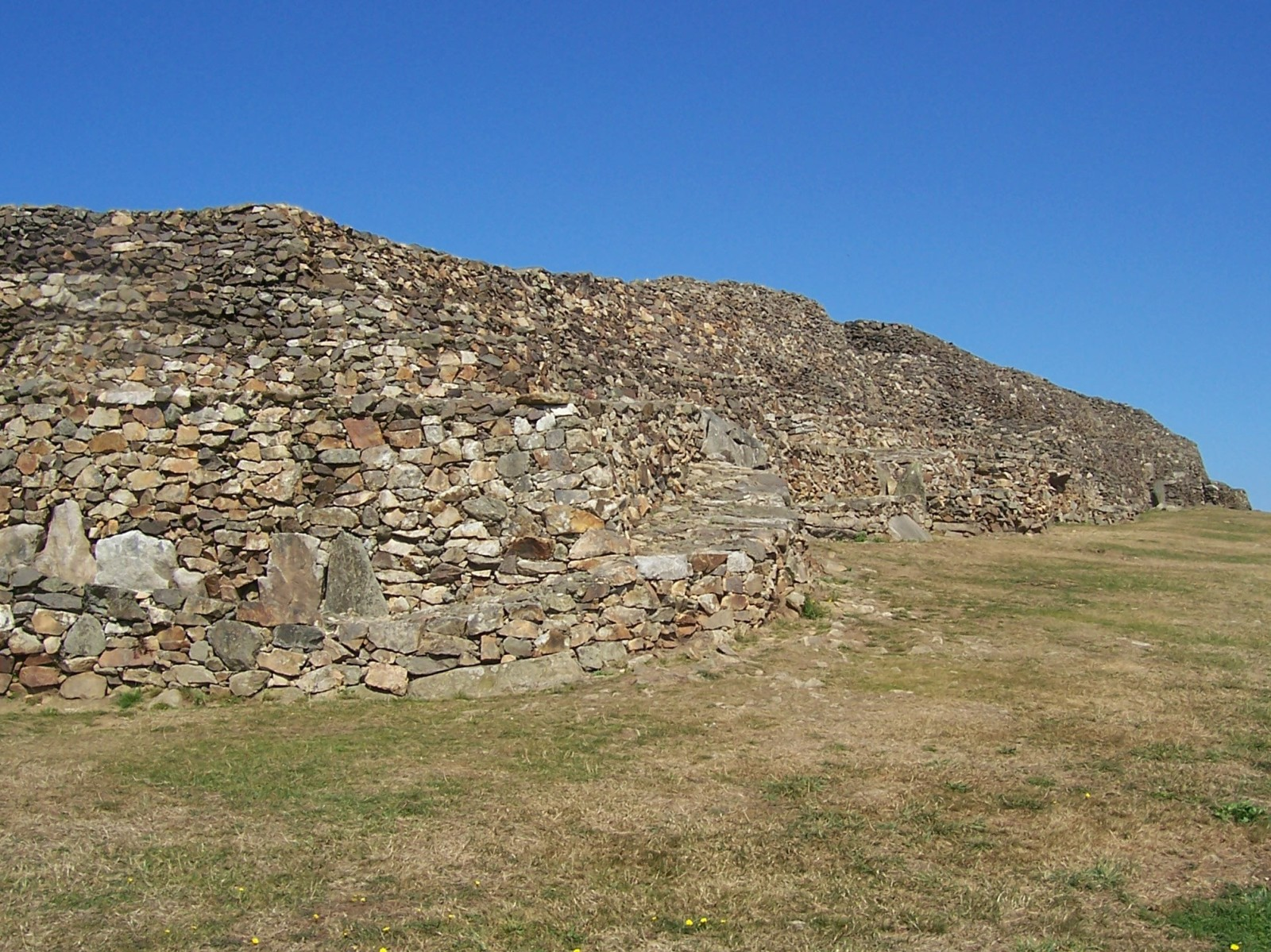
Vista frontal del cairn.
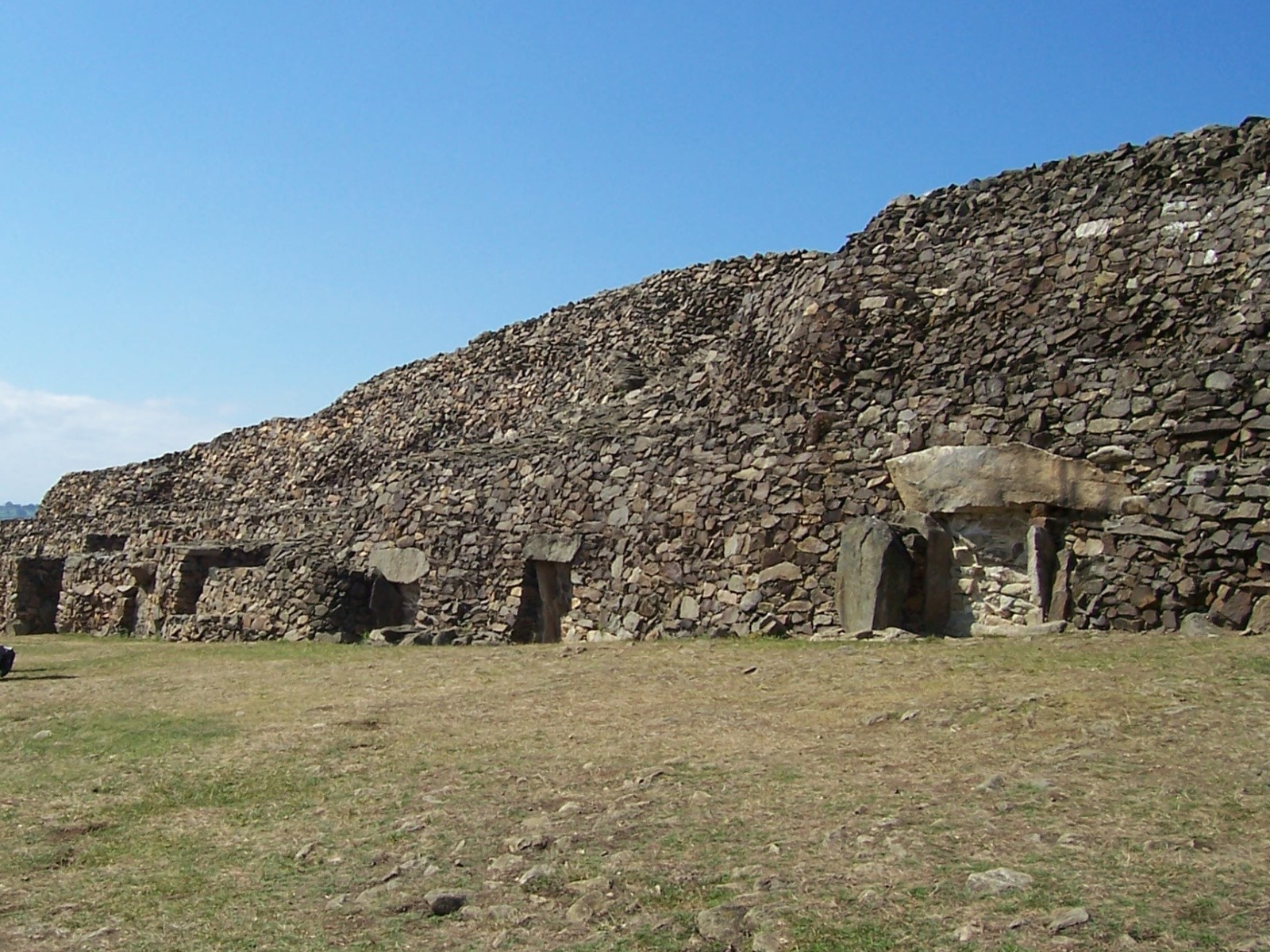
Vista frontal del cairn con las entradas a los sepulcros de corredor.
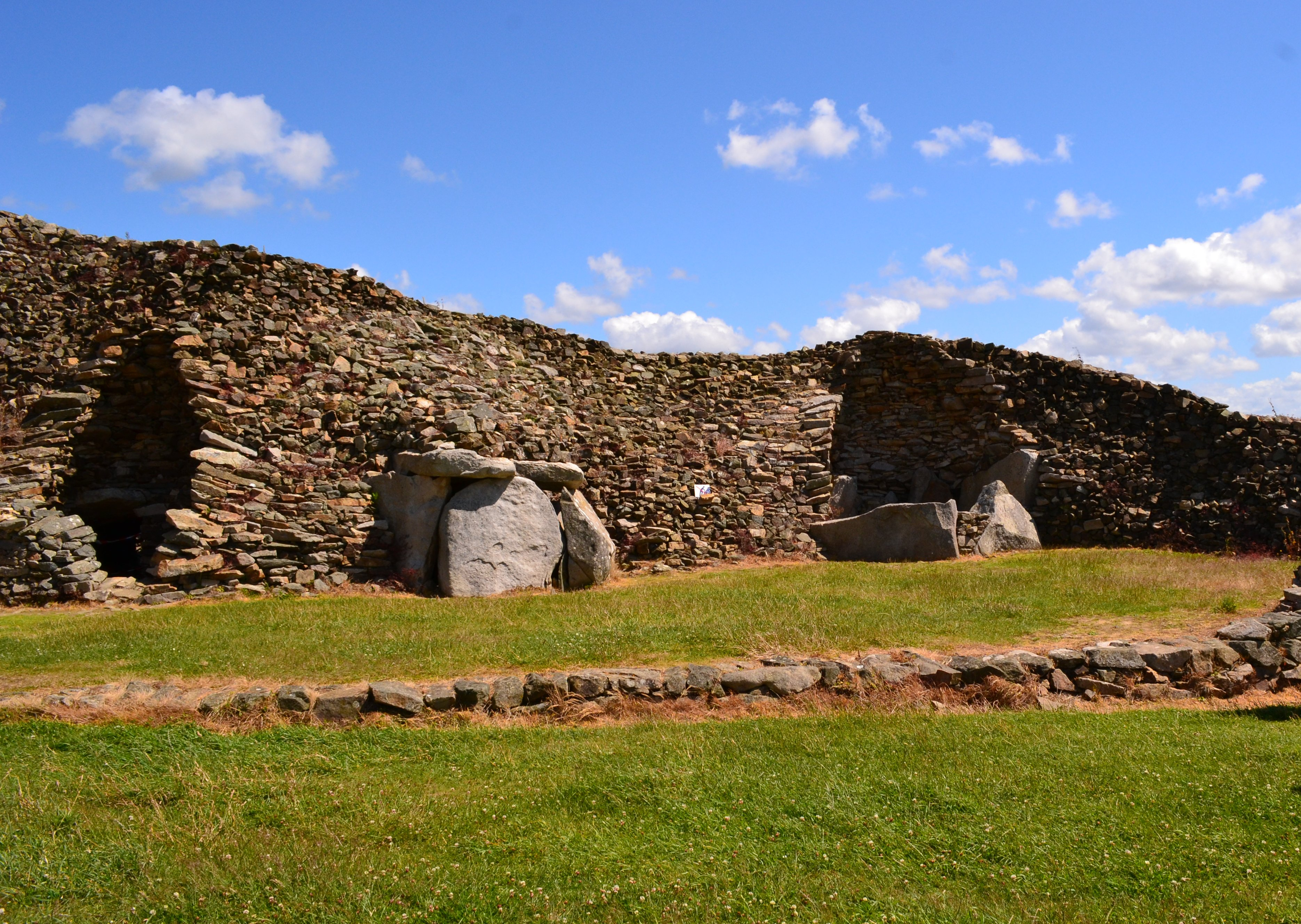
Vista de las cámaras sacadas a la luz tras la destrucción parcial del monumento.
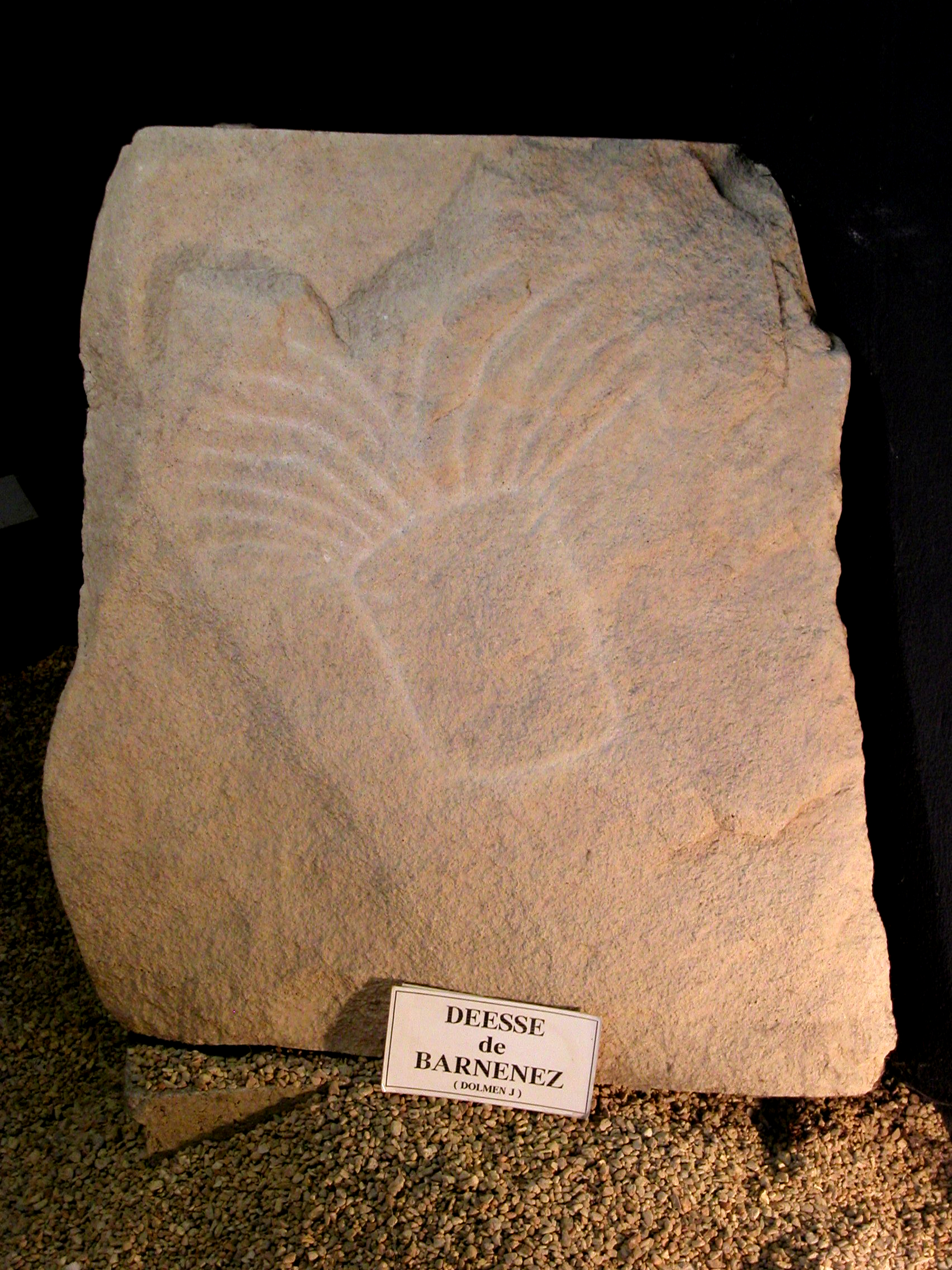
Losa grabada.
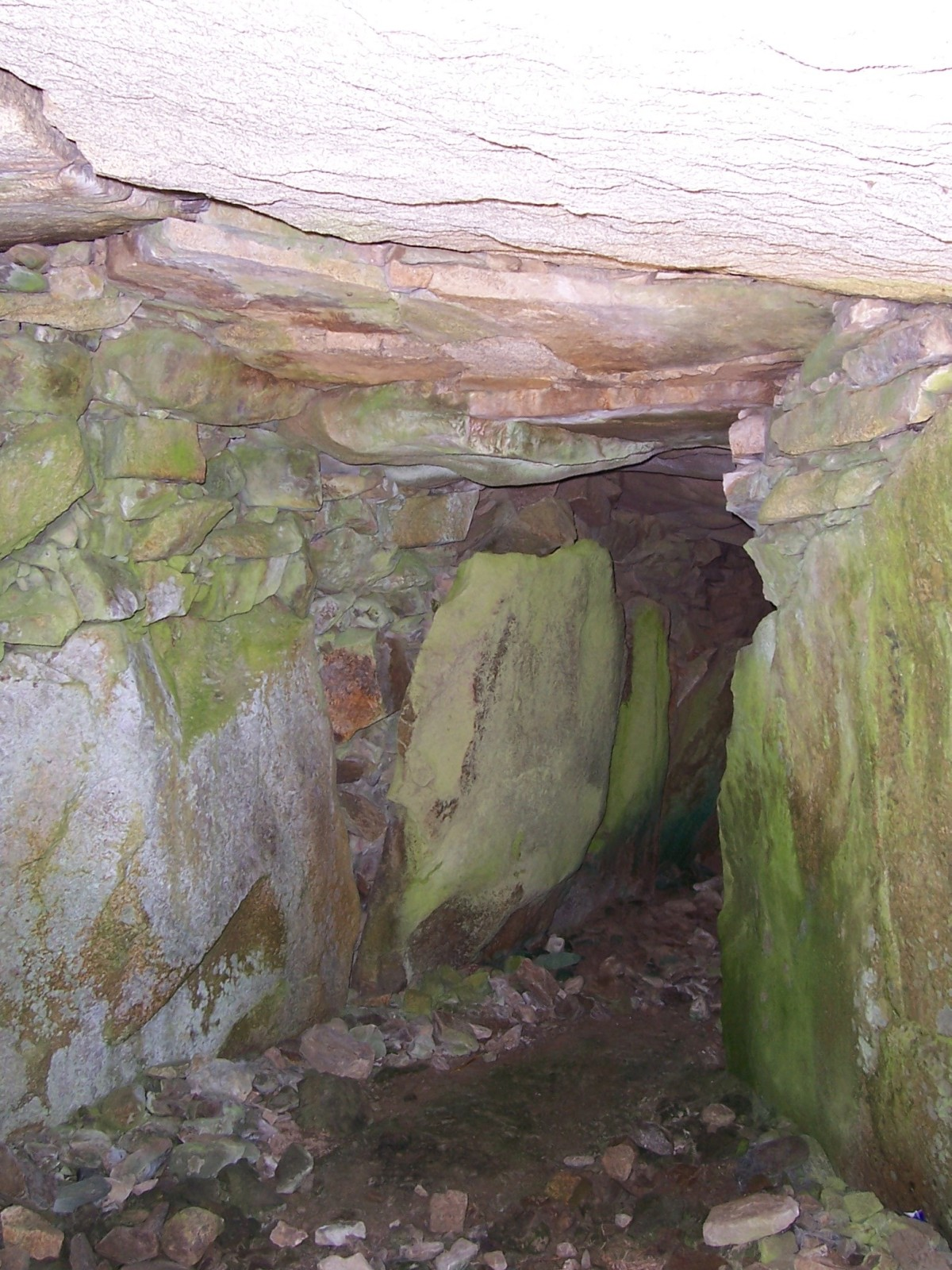
Interior de uno de los corredores.